# اچ‌ام‌اس دانکرک (۱۶۵۱)
اچ‌ام‌اس دونکرک (۱۶۵۱) (به انگلیسی: HMS Dunkirk (1651)) یک کشتی بود که طول آن ۱۱۲ فوت (۳۴٫۱ متر) بود.